# Хроника вестготских королей
Хро́ника вестго́тских короле́й (лат. Chronica regum Visigothorum) — раннесредневековая латиноязычная анонимная хроника, основное своё внимание уделяющая вопросу преемственности монархов на престоле королевства вестготов.

## Описание
«Хроника вестготских королей» сохранилась в различных версиях в более чем десяти рукописях, из которых основными считаются кодекс VIII века, хранящийся в Ватиканской апостольской библиотеке (лат. Codex Vaticanus reginae Christinae n. 1024), и кодекс IX века из Национальной библиотеки Франции (лат. Codex Parisinus Lat. 4668). Первое печатное издание хроники было осуществлено в 1747 году в Мадриде. В 1851 году текст хроники по Ватиканскому кодексу был издан в Patrologia Latina, а в 1898 и 1902 годах с привлечением других рукописей — в Monumenta Germaniae Historica. Последнее издание, основанное на всех известных списках «Хроники вестготских королей», стало основой для большинства последующих публикаций этого исторического источника.
Хроника представляет собой каталог королей вестготов, записанный в качестве приложения к тексту Вестготской правды и снабжённый точными указаниями на продолжительность правления монархов. Предполагается, что первый подобный список был составлен в правление короля Реккесвинта, а затем дополнялся либо одновременно, либо вскоре после произошедших событий. Некоторое время считалось, что автором основной части «Хроники вестготских королей» был архиепископ Толедо Юлиан, однако в настоящее время это предположение считается ошибочным.
Первым правителем, упоминающимся в «Хронике вестготских королей», является Атанарих. До Хиндасвинта в хронике указана только продолжительность правления монархов, в число которых включён и король остготов Теодорих Великий. Предполагается, что эта часть, во многом противоречащая сообщениям Исидора Севильского, основана на более ранних источниках, не дошедших до нашего времени. Начиная с Реккесвинта хроника становится более подробной: кроме продолжительности правления, в ней начинают указываться даты восшествий на престол и смертей королей вестготов. Основная часть хроники, нашедшая отражение в Ватиканском кодексе королевы Кристины № 1024, завершается сообщением о помазании короля Эрвига.
Впоследствии «Хроника вестготских королей» получила три не связанных друг с другом продолжения:
- Продолжение в кодексе из Сории (лат. Codices Soriensis) — содержит подробные сведения о хронологии правлений королей Эрвига, Эгики и Витицы, завершаясь сообщением о помазании последнего на престол королевства вестготов.
- Продолжение в кодексе из Парижской национальной библиотеки (лат. Codicis C Parisini 4667) — содержит перечень правителей вестготов, начиная с короля Вамбы. В нём не назван король Родерих[3], но присутствуют сведения о правлениях Агилы II и Ардо, отсутствующие в других исторических источниках[1]. Список королей вестготов продолжен каталогом правителей Астурии и Леона вплоть до Ордоньо III. При этом в список астурийских монархов включён и Непоциан, называемый «Хроникой Альфонсо III» только претендентом на престол.
- Продолжение в кодексе из Леона (лат. Codicum D Legionensis) — содержит перечень королей вестготов от Эрвига до Родериха включительно.

«Хроника вестготских королей» — ценный исторический источник по хронологии правлений монархов королевства вестготов, особенно за период конца VII — начала VIII веков. Также хроника играет важную роль в уточнении процесса возникновения и развития церемонии помазания на царство вестготских монархов.

## Издания
На латинском языке:
- Julianus Toletanus Episcopus. Chronica Regum Wisigotthorum. — Patrologia Latina. — Paris, 1851. — P. 809—812B.
- Laterculus Regum Visigothorum. — Monumenta Germaniae Historica. Scriptores. Auctores antiquissimi (Auct. ant.). 13. Chronica minora saec. IV. V. VI. VII. (III). — Berlin: Apud Weimannos, 1898. — P. 461—469. — 728 p.
- Chronica regum Visigothorum. — Monumenta Germaniae Historica. Leges. Leges nationum Germanicarum (LL nat. Germ.). 1. Leges Visigothorum. — Hannover & Leipzig: Impensis Bibliopolii Hahniani, 1902. — P. 457—461. — 570 p.

На русском языке:
- Хроника вестготских королей // Циркин Ю. Б. Античные и раннесредневековые источники по истории Испании. — СПб.: Издательство Санкт-Петербургского университета, 2006. — С. 139—141. — 360 с. — ISBN 5-288-04094-X.[5]
- Хроника вестготских королей. — Тимофеев М. А. Опыт тысячелетия. Средние века и эпоха возрождения. — М.: Юрист, 1996.[6]